# The Fat Boys
The Fat Boys fue un trío estadounidense de hip hop originario de Brooklyn, Nueva York, que surgió a principios de la década de 1980. El grupo fue conocido brevemente en sus inicios como Disco 3, originalmente compuesto por Mark "Prince Markie Dee" Morales, Damon "Kool Rock-Ski" Wimbley y Darren "Buff Love" Robinson.

## Integrantes
•	Mark Morales como "Prince Markie Dee" (nacido el 19 de febrero de 1968 – fallecido el 18 de febrero de 2021)
•	Damon Wimbley como "Kool Rock-Ski" (nacido el 4 de noviembre de 1966 – )
•	Darren Robinson como "Buff Love", el "The Human Beat Box" (nacido el 10 de junio de 1967 – fallecido el 10 de diciembre de 1995)

## Biografía
Originalmente el grupo era conocido como The Disco Three. El nombre del grupo fue cambiado después de una disputa con su gerente, quien se quejó de los honorarios exorbitantes generados por la comida después de una gira por Europa.
Lejos de los grupos de imágenes suaves de su género, The Fat Boys eran conocidos por su lado excéntrico y amigable. Varias de sus canciones evocan los placeres de la fiesta, la comida y la bebida, pero también los placeres sexuales.

## Discografía
- 1982 - Disco 4 3 12" (as The Disco 3) - (Sutra)
- 1984 - Fat Boys 12" (as The Disco 3) - (Sutra)

### LP
- 1984 - Fat Boys - (Sutra)

- 1985 - The Fat Boys Are Back! - (Sutra)

- 1986 - Big & Beautiful - (Sutra)

- 1987 - Greatest Hits: The Best Part of the Fat Boys - (Sutra)

- 1987 - Crushin’ - (Tin Pan Apple/Polydor); reached #8 on Billboard’s Pop chart and #4

on R&B
- 1988 - Coming Back Hard Again - (Tin Pan Apple/Polydor); reached #33 on Billboard’s Pop chart and #21 on R&B)

- 1989 - On And On - (Tin Pan Apple/Mercury)

- 1991 - Mack Daddy (without Prince Markie D) - (Emperor/Ichiban)

- 1997 - All Meat, No Filler! The Best of The Fat Boys - (Rhino)

### Sencillos en Series
- 1985 - "Chillin With The Refrigerator" - (Sutra)

- 1985 - "Force M.D.s Meet the Fat Boys" on the Force M.D.s' album Chillin’ (Tommy Boy)

- 1985 - "All You Can Eat" - Krush Groove Original Soundtrack - (Warner Bros.)

- 1985 - "Krush Groovin'" (as part of the Krush Groove All Stars) - Krush Groove Original

Soundtrack - (Warner Bros.); reached #87 on the US R&B chart
- 1985 - "Sun City" - Artists United Against Apartheid - (Manhattan)

- 1986 - "King Holiday" - (as part of The King Dream Chorus and Holiday Crew) - (Mercury)

- 1987 - "Baby You're a Rich Man" - Disorderlies Soundtrack - (Tin Pan Apple/Polygram)

## Filmografía
- 1985 - Knights of the City, a.k.a. Cry Of The City (New World)

- 1985 - Krush Groove (Warner Brothers)

- 1986 - Miami Vice t.v. show, episode "Florence Italy"

- 1986 - Fat Boys On Video: Brrr Watch ‘Em! (MCA Home Video)

- 1987 - Disorderlies (Warner Brothers)

- 1987 - Square One music video "Burger Pattern"

- 1988 - Square One music video "One Billion"

- 1988 - 3 X 3 (Tin Pan Alley/Polygram Music Video)

- 1989 - Square One music video "Working Backwards" (1989)

## Otros medios
- Loca academia de policía: (serie animada) (1988-1989)